# Auguste Chirac (général)
Pour les articles homonymes, voir Auguste Chirac.
Auguste Chirac, né le 24 février 1806 à Chambon-le-Château en Lozère et mort le 20 octobre 1884 au château de Trémoulet à AUROUX (Lozère) est un militaire de carrière, élevé au rang de général par le Royaume de Belgique.
Son père était le maire de la commune et également le notaire du lieu.

## Carrière
Après des études de droit à l'école du Panthéon à Paris, il s'engage dans le combat pour l'indépendance belge. Il vouait alors une passion pour l'épisode des "insurgents" américains et l'implication de Lafayette dans ce combat. Il prend donc la direction d'une compagnie de volontaires parisiens dès 1830. Il intègre l'armée belge l'année suivante, avec l'autorisation du gouvernement français et en conservant sa nationalité.
Ses faits d'armes lui permirent de prendre sa retraite de général de l'armée belge en 1866, il avait été l'un des héros de l'indépendance belge. Il fut élevé au rang de Commandeur de l'ordre de Léopold.